# Clytia seriata
Clytia seriata är en nässeldjursart som beskrevs av John Fraser 1938. Clytia seriata ingår i släktet Clytia och familjen Campanulariidae. Inga underarter finns listade i Catalogue of Life.